# Bezdonys
Bezdonys (ryska: Бездонис) är en ort i Litauen.   Den ligger i kommunen Vilniaus rajono savivaldybė och länet Vilnius län, i den sydöstra delen av landet, 20 km nordost om huvudstaden Vilnius. Bezdonys ligger 142 meter över havet och antalet invånare är 857.
Terrängen runt Bezdonys är platt. Runt Bezdonys är det ganska glesbefolkat, med 43 invånare per kvadratkilometer. Närmaste större samhälle är Vilnius, 19,8 km sydväst om Bezdonys. I omgivningarna runt Bezdonys växer i huvudsak blandskog.